# Agresión relacional
Estructura de la Agresión
significa que atacan 1 o más personas a un individuo provocando daños. Ejemplo: el niño se siente amenazado.

## Formas de agresión relacional
Las tres formas principales de agresión relacional son:
- Excluir a otros de las actividades sociales;
- Dañar la reputación de la víctima frente a otros mediante la propalación de rumores sobre la víctima, o humillarla frente a otras personas;
- No prestarle atención o negarle la amistad.

La manipulación psicológica y la coerción también pueden ser consideradas un tipo de agresión relacional.
La mayoría de las investigaciones recientes analiza la agresión relacional en la adolescencia; tiene que ver frecuentemente con la existencia de conciliábulos, pandillas o camarillas, el clasismo, el racismo, el sexismo, el tribalismo y el matonaje; el caso del ciberacoso, el cual es relativamente nuevo aunque es una forma cada vez más popular de realizar agresiones verbales y relacionales a causa de la importancia creciente de los diversos dispositivos de comunicación y tecnologías disponibles en la sociedad moderna Algunos estudios indican que la agresión mediante internet es más común entre las niñas que entre los varones.

### Libros
- Kupkovits, Jamie, Relational Aggression in Girls (2008)
- Randall, Kaye & Bowen, Allyson A., Mean Girls: 101 ½ Creative Strategies for Working With Relational Aggression (2007)

### Artículos académicos
- Carpenter, E.M. & Nangle, D.W. (2006). "Caught between stages: Relational aggression emerging as a developmental advance in at-risk preschoolers". Journal of Research in Childhood Education, 21, 177–188.
- Casas, J.F., Weigel, S.M., Crick, N.R., Ostrov, J.M., Woods, K.E., Jansen Yeh, E.A., & Huddleston-Casas, C.A. (2006). "Early parenting and children's relational and physical aggression in the preschool and home contexts". Journal of Applied Developmental Psychology, 27, 209–2227.
- Coyne, S., Archer, J., & Eslea, M. (2006). We're not friends anymore! Unless...': The frequency and harmfulness of indirect, relational, and social aggression". Aggressive Behavior, 32, 294–307. doi 10.1002/ab.20126
- Crain, M.M., Finch, C.L., & Foster, S.L. (2005). "The Relevance of the Social Information Processing Model for Understanding Relational Aggression in Girls". Merrill-Palmer Quarterly, 51, 213–242.
- Crick, N.R., & Grotpeter, J.K. (1995). "Relational aggression, gender, and social-psychological adjustment". Child Development, 66(3), 710–722. (ERIC Journal No. EJ503787)
- Crick, N.R. (1996). "The role of overt aggression, relational aggression, and prosocial behavior in the prediction of children's future social adjustment". Child Development, 67(5), 2317–2327. (ERIC Journal No. EJ539853)
- Crick, N.R., Casas, J.F., & Mosher, M. (1997). "Relational and overt aggression in preschool". Developmental Psychology, 33(4), 579–588. (ERIC Journal No. EJ549585)
- Crick, N.R., Ostrov, J.M., & Werner, N.E. (2006). "A longitudinal study of relational aggression, physical aggression and children’s social-psychological adjustment". Journal of Abnormal Child Psychology, 34, 131–142.
- Crick, N.R., & Werner, N.E. (1998). "Response decision processes in relational and overt aggression". Child Development, 69, 1630–1639. doi 10.2307/1132136
- Grotpeter, J.K., & Crick, N.R. (1996). "Relational aggression, overt aggression, and friendship". Child Development, 67, 2328–2338. doi 10.2307/1131626
- Ostrov, J.M. Crick, N.R. Stauffacher, K. (2006). "Relational aggression in sibling and peer relationships during early childhood". Journal of Applied Developmental Psychology
- Stauffacher, K. & DeHart, G.B. "Crossing social contexts: Relational aggression between siblings and friends during early and middle childhood". Journal of Applied Developmental Psychology
- Tomada, G., & Schneider, B.H. (1997). "Relational aggression, gender, and peer acceptance: Invariance across culture, stability over time, and concordance among informants". Developmental Psychology, 33, 601-609. doi 10.1037/0012-1649.33.4.601